# Бишево (Радзейовський повіт)
Бишево (пол. Byszewo) — село в Польщі, у гміні Пйотркув-Куявський Радзейовського повіту Куявсько-Поморського воєводства.
У 1975-1998 роках село належало до Влоцлавського воєводства.